# Coenosia semivitta
Coenosia semivitta este o specie de muște din genul Coenosia, familia Muscidae. A fost descrisă pentru prima dată de Malloch în anul 1918. Conform Catalogue of Life specia Coenosia semivitta nu are subspecii cunoscute.